# Commerzbank Tower
Commerzbank Tower (německy: Commerzbank Turm) je komerční věžovitá budova německé Commerzbank ve Frankfurtu nad Mohanem s 56 podlažími. Postavena byla v roce 1997, autorem projektu je Norman Foster. Od dostavení je nejvyšší budovou v Německu, překonala Messeturm vysokou 257 metrů.
Budova na trojúhelníkovém půdorysu dosahuje výšky 258,7 m (300,1 m včetně antény). Zvláštností je propojení kancelářských prostor se zelení, protože třetinu vnitřního prostoru zabírá celkem devět různých zahrad. Má podlahovou plochu 109,200 m².